# Leiolepis ngovantrii
Leiolepis ngovantrii és una espècie de sauròpsid (rèptil) escatós de la família dels agàmids
que pot reproduir-se per partenogènesi.